# Herbier (écologie)
Pour les articles homonymes, voir Herbier (homonymie).

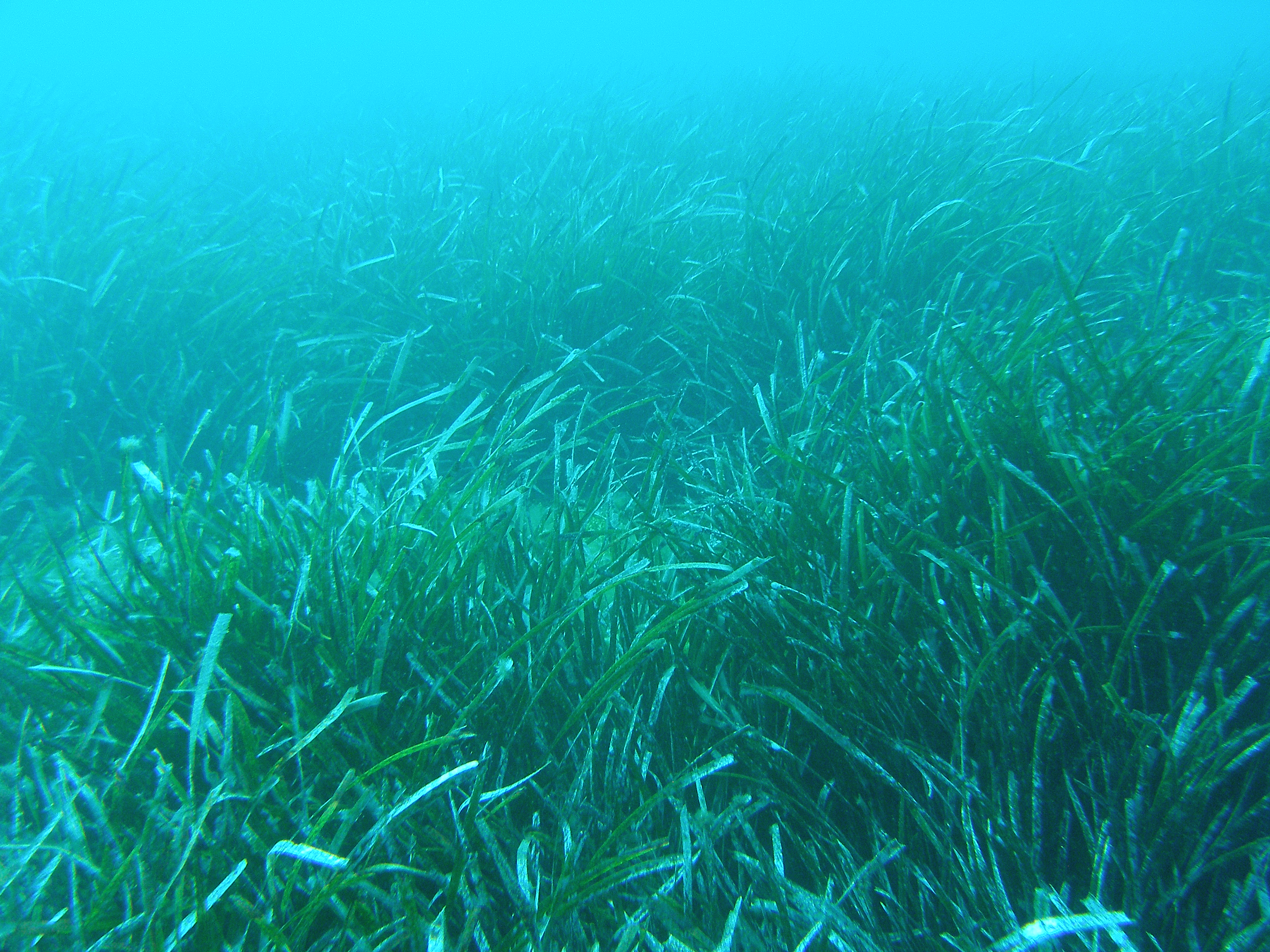
Herbier de posidonies

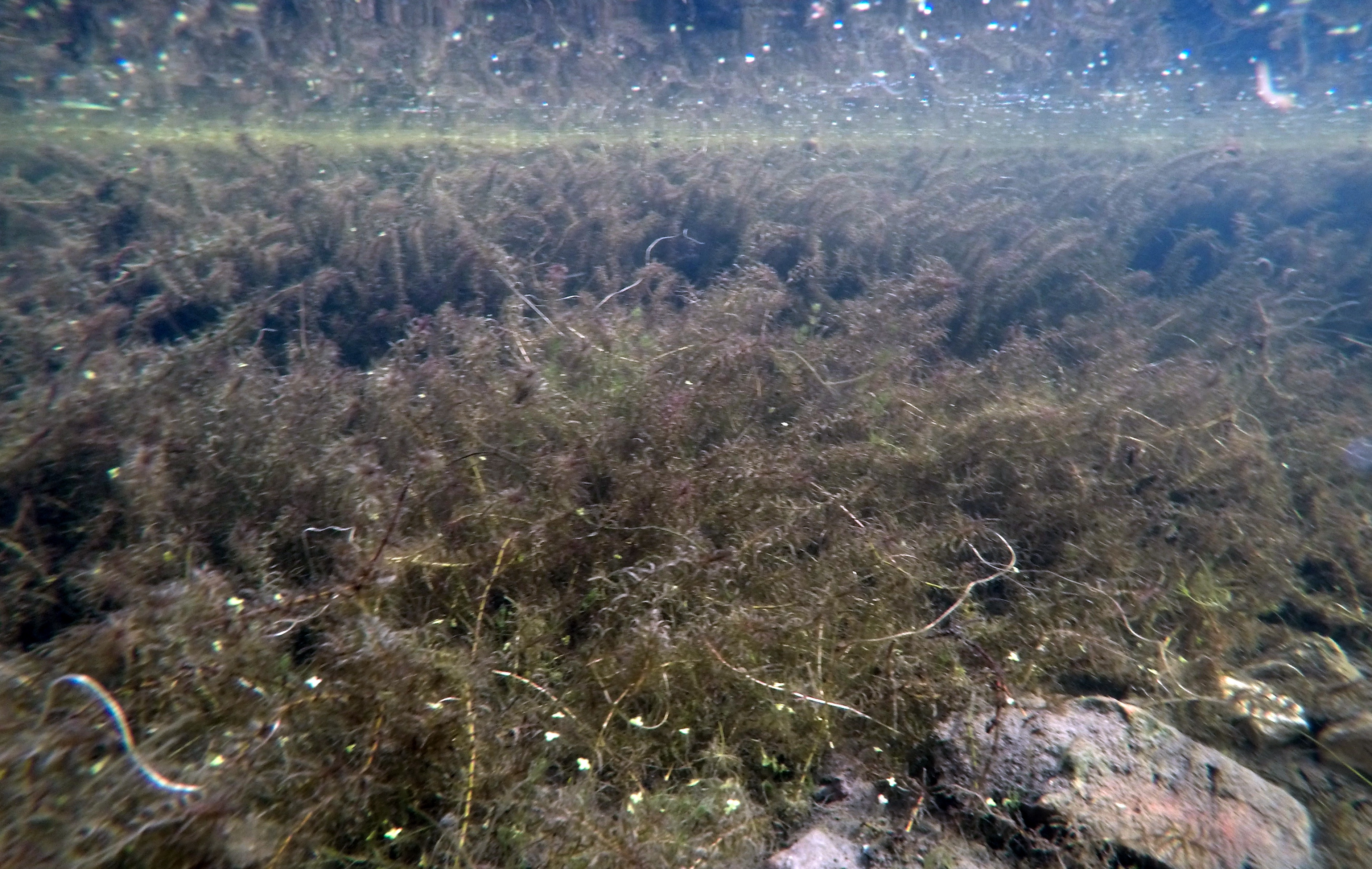
Herbier subaquatique d'eau douce, dominé par une élodées (Elodea canadensis), dans un fossé de la Citadelle Vauban de Lille, en août. Cet herbier de faible profondeur (20-30 cm) abrite notamment quelques grenouilles, tritons, libellules et épinoches.

Un herbier est un groupe de plantes aquatiques enracinées et densément présentes, vivant à faible profondeur (phytobenthos photophile) et généralement ancrées dans le sable ou de la vase par des racines ou rhizomes. C'est aussi un habitat subaquatique.

## Enjeux
Un herbier a une valeur trophique (comme source de nourriture pour d'autres espèces), par les plantes qui le composent et par les algues et communautés épiphytes qu'elles supportent. 
Un herbier a aussi une valeur structurelle  ; c'est un habitat subaquatique (sous-marin ou d'eau douce) apprécié ou privilégié de nombreuses espèces aquatiques. C'est notamment une zone de ponte (frayère) et/ou de refuge pour de nombreuses larves et alevins. Des interactions particulières y existent entre plantes et substrats, en particulier les herbiers modifient la forme du fond (effet sédimentologique). Certains herbiers ont une valeur bioindicatrice,. Les poissons et autres animaux s'y installent avec une certaine organisation spatiale (liée à la structure de l'herbier et aux effets de niches écologiques) et d'une manière qui peut évoluer saisonnièrement et dans le temps

## Herbier marins
Un herbier marin est un peu l'équivalent d'une « prairie sous-marine ». En Europe, ces herbiers sont surtout constitués de zostères ou de posidonies.
Bien qu'il s'agisse de "plantes à fleurs" capables de reproduction sexuée, dans certaines conditions, la reproduction multiplicative prédomine ou semble assurer seule la conservation de la colonie. C'est ainsi qu'en 2006  une vaste colonie clonale de Posidonia oceanica, a été découverte au sud de l'île d'Ibiza, de 8 km de large et potentiellement âgée de 100 000 ans. Elle pourrait être le plus grand organisme vivant végétal marin connu et l'un des plus anciens.

## Herbiers d'eau douce

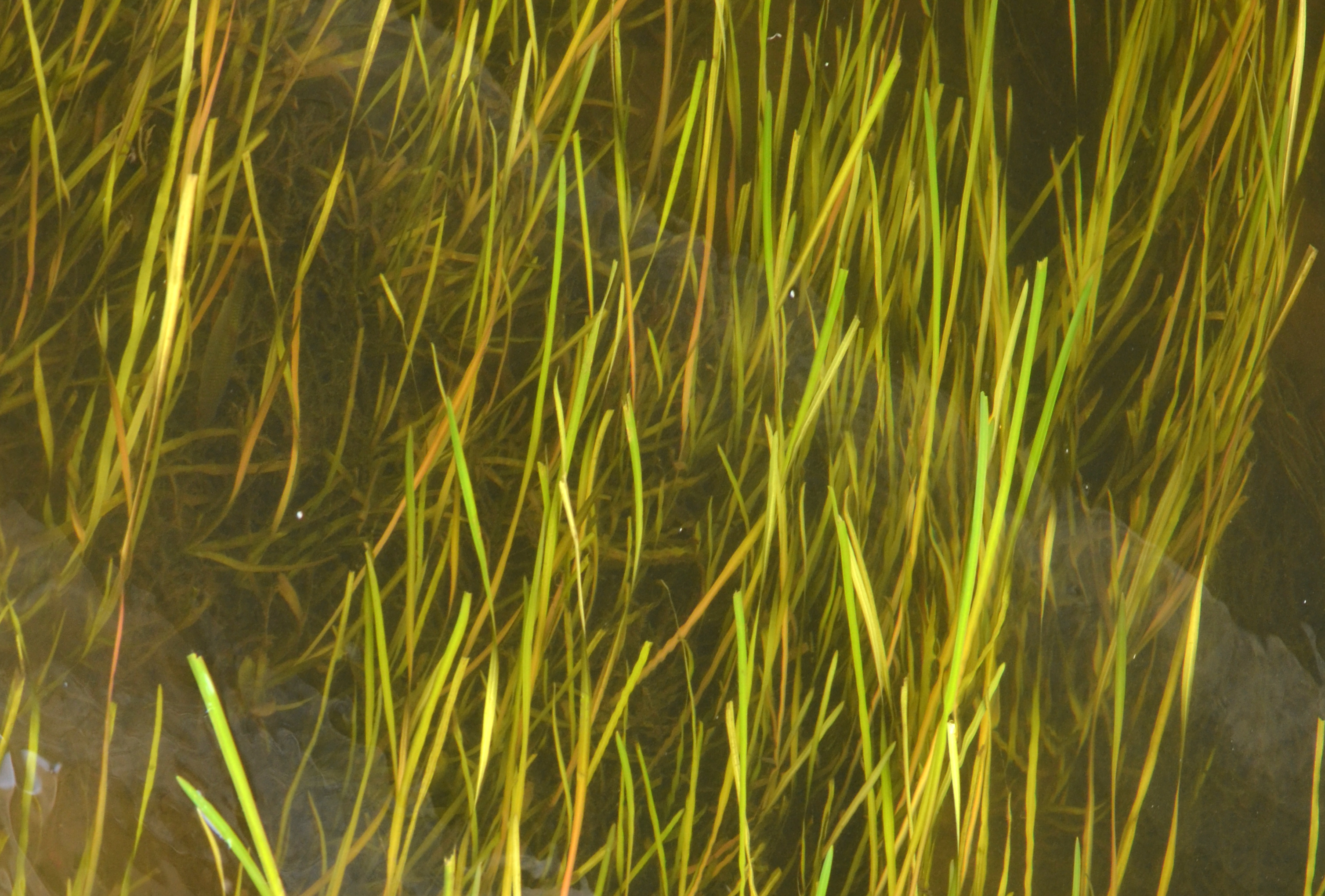
Herbier subaquatique d'eau douce essentiellement composé de Vallisneria spiralis ondulant dans le courant photographié dans la Dronne, à Brantôme mi-août 2014, devant l’abbaye Saint-Pierre de Brantôme

On trouve en Europe des herbiers dulçicoles dans les fleuves et rivières par exemple constitués de rubaniers, vallisneria, ceratophyllum, myriophyllum, potamots à feuilles pectinées, voire dans certains étangs. En zone fraiche à tempérée, ils disparaissent presque entièrement en hiver et se reconstituent au printemps et en été. Ils constituent des habitats ou niches écologique importantes, notamment pour les alevins, écrevisses et de nombreux invertébrés aquatiques qui peuvent ainsi mieux échapper à leurs prédateurs et y trouver des sources de nourriture. 
En zone tropicale et ensoleillée, ils peuvent être très denses et couvrir la surface de l'eau sur des centaines d'hectares[réf. nécessaire].
Les herbiers naturels tendent à régresser lors d'une augmentation générale de la turbidité de l'eau, des polluants qui s'accumulent dans les sédiments et probablement en raison d'autres facteurs encore mal compris (concurrence d'espèces invasives, impact de pesticides tels que les désherbants lessivés sur les zones de culture...).

## État, pressions, menaces
Les herbiers marins (de posidonies notamment) sont en régression presque partout dans le monde, à cause du chalutage des fonds, des ancres de bateaux de pêche ou de plaisance, de l'extension des ports et de l'activité portuaire ou par asphyxie (anoxie) à la suite de l'envasement induit par une turbidité accrue de l'eau du fait d'apports terrigènes de plus en plus chargés. 
L'apparition d'espèces exotiques invasives (ex : Caulerpa taxifolia ou Caulerpa racemosa ) est aussi une menace pour les herbiers autochtones, en Méditerranée.
 
Certains herbiers sont menacés par des espèces introduites devenues invasives (ex : Caulerpa taxifolia en Méditerranée)  ou par des phytopathogènes. 
Certains herbiers sont aussi surexploités pour la récolte d'algues ou d'autres ressources marines ou aquatiques.
En eau douce, au contraire, certains herbiers prolifèrent au point de devenir invasifs et de poser des problèmes pour les activités humaines et la biodiversité aquatique ; c'est le cas des herbiers de Ludwigia peploides ou d'Elodea canadensis en Europe, où ces plantes ont été introduites. Globalement les herbiers de plantes autochtones tendent à régresser ou ont localement disparu, alors que quelques espèces invasives occupent des surfaces de plus en plus vastes.